# Efoulan (Akonolinga)
Pour les articles homonymes, voir Efoulan (homonymie).
Efoulan est une localité du Cameroun, située dans l'arrondissement d'Akonolinga, le département du Nyong-et-Mfoumou et la région du Centre.

## Population
En 1961, Efoulan comptait 533 habitants, principalement des Maka (jusqu'en juin 1965). Lors du recensement de 2005, on y a dénombré 526 personnes, essentiellement Mvog Nyengue.